# Сарије
Сарије су насељено мјесто у општини Угљевик, Република Српска, БиХ. Према попису становништва из 1991. у насељу је живјело 114 становника.

## Становништво
Према попису становништва из 1991. године, мјесто је имало 114 становника.